# Fair catch
Il fair catch (in inglese letteralmente presa franca) nel football americano, è l'azione del giocatore che si appresta a ricevere un punt o un kickoff, il quale segnala chiaramente (in genere agitando una mano sopra la testa) di non voler effettuare il ritorno del pallone dopo averlo preso al volo. Da quel momento egli non può essere toccato dagli avversari, che altrimenti subiscono una penalità.
Nel caso di presa al volo effettuata, il gioco viene bloccato nel punto dove il giocatore ha segnalato il fair catch. Il giocatore che ha segnalato il fair catch non è obbligato a raccogliere la palla, ma non può nemmeno caricare un avversario. Il fair catch non viene considerato valido se il giocatore che lo ha segnalato non riesce a raccogliere la palla al volo, in questo caso il gioco torna ad essere libero.
Generalmente il fair catch viene invocato quando il ricevitore si rende conto che non ha il tempo o lo spazio necessario per ritornare la palla prima di subire un placcaggio e non vuole correre il rischio di incorrere in un fumble.